# Lehliu Gară
Lehliu Gară là một thị xã thuộc hạt Călărași, România. Dân số thời điểm năm 2002 là 6567 người.